# Carmen Chalá
Carmen Anita Chalá Quilumba (ur. 7 czerwca 1966) – ekwadorska judoczka. Trzykrotna olimpijka. Odpadła w eliminacjach w Sydney 2000 i Atenach 2004 i zajęła osiemnaste miejsce w Pekinie 2008. Walczyła w wadze ciężkiej.
Uczestniczka mistrzostw świata w 1997, 1999, 2001, 2003, 2007 i 2010. Startowała w Pucharze Świata w latach 1999, 2000, 2004, 2005, 2007, 2008 i 2010. Srebrna medalistka igrzysk panamerykańskich w 2007 i brązowa w 1999 i 2003. Szesnastokrotna medalistka mistrzostw panamerykańskich w latach 1996-2009. Zdobyła dziesięć medali  igrzysk Ameryki Południowej i dziewięć mistrzostw Ameryki Południowej. Wygrała igrzyska boliwaryjskie w 2001 i druga w 2005 roku.

## Letnie Igrzyska Olimpijskie 2000
| Konkurencja | Eliminacje                 | Klas. końcowa |
| Konkurencja | Przeciwnik I               | Miejsce       |
| ----------- | -------------------------- | ------------- |
| +78 kg      | Colleen Rosensteel (USA) P | I runda.      |

## Letnie Igrzyska Olimpijskie 2004
| Konkurencja | Eliminacje            | Eliminacje         | Repasaże               | Klas. końcowa |
| Konkurencja | Przeciwnik I          | 1/4                | Przeciwnik I           | Miejsce       |
| ----------- | --------------------- | ------------------ | ---------------------- | ------------- |
| +78 kg      | Sandra Köppen (GER) Z | Sun Fuming (CHN) P | Insaf Yahyaoui (TUN) P | III runda.    |

## Letnie Igrzyska Olimpijskie 2008
| Konkurencja | Eliminacje                  | Klas. końcowa |
| Konkurencja | Przeciwnik I                | Miejsce       |
| ----------- | --------------------------- | ------------- |
| +78 kg      | Nihel Cheikh Rouhou (TUN) P | 18.           |